# Województwo kaliskie (1975–1998)
Województwo kaliskie – województwo istniejące w latach 1975–1998 ze stolicą w Kaliszu; w 1999 zostało podzielone między województwo wielkopolskie, województwo dolnośląskie oraz województwo łódzkie.
Graniczyło z siedmioma województwami:
- poznańskie (na północy)
- konińskie (na północy)
- sieradzkie (na wschodzie)
- częstochowskie (na południu)[2]
- opolskie (na południu)
- wrocławskie (na zachodzie)
- leszczyńskie (na zachodzie)

## Urzędy rejonowe
W latach 1990–1998 na obszarze województwa działało 7 urzędów rejonowych: w Kaliszu oraz w Jarocinie, Kępnie, Krotoszynie, Ostrowie Wlkp., Ostrzeszowie i Pleszewie.
- Urząd Rejonowy w Jarocinie dla gmin: Jaraczewo, Jarocin, Kotlin i Żerków
- Urząd Rejonowy w Kaliszu dla gmin: Blizanów, Brzeziny, Ceków-Kolonia, Godziesze Wielkie, Koźminek, Lisków, Mycielin, Nowe Skalmierzyce, Opatówek, Stawiszyn, Szczytniki i Żelazków oraz miasta Kalisz
- Urząd Rejonowy w Kępnie dla gmin: Baranów, Bolesławiec, Bralin, Czastary, Dziadowa Kłoda, Galewice, Kępno, Łęka Opatowska, Łubnice, Międzybórz, Perzów, Rychtal, Sokolniki, Syców, Trzcinica i Wieruszów
- Urząd Rejonowy w Krotoszynie dla gmin: Koźmin, Krotoszyn, Rozdrażew i Zduny oraz miasta Sulmierzyce
- Urząd Rejonowy w Ostrowie Wielkopolskim dla gmin: Odolanów, Ostrów Wielkopolski, Przygodzice, Raszków, Sieroszewice i Sośnie oraz miasta Ostrów Wielkopolski
- Urząd Rejonowy w Ostrzeszowie dla gmin: Czajków, Doruchów, Grabów n. Prosną, Kobyla Góra, Kraszewice, Mikstat i Ostrzeszów
- Urząd Rejonowy w Pleszewie dla gmin: Chocz, Czermin, Dobrzyca, Gizałki, Gołuchów i Pleszew

## Miasta
(31.12.1998):
- Kalisz – 106 641
- Ostrów Wielkopolski – 74 728
- Krotoszyn – 29 221
- Jarocin – 25 935
- Pleszew – 18 512
- Kępno – 15 041
- Ostrzeszów – 14 637
- Syców – 10 670
- Wieruszów – 9330
- Koźmin Wielkopolski – 6700
- Nowe Skalmierzyce – 5100
- Odolanów – 5000
- Zduny – 4500
- Sulmierzyce – 2200
- Międzybórz – 2161
- Żerków – 2100
- Raszków – 2048[3]
- Grabów nad Prosną – 1985[4]
- Mikstat – 1900
- Stawiszyn – 1572[3]

## Ludność
| Rok                    | Liczba mieszkańców |
| ---------------------- | ------------------ |
| 1975 (31 grudnia)      | 644 tys.           |
| 1976 (31 grudnia)      | 648,3 tys.         |
| 1977 (31 grudnia)      | 653,6 tys.         |
| 1978 (spis powszechny) | 659 301            |
| 1978 (31 grudnia)      | 657,6 tys.         |
| 1979 (31 grudnia)      | 663,9 tys.         |
| 1980 (31 grudnia)      | 668 tys.           |
| 1983 (31 grudnia)      | 686 tys.           |
| 1985 (31 grudnia)      | 696,4 tys.         |
| 1986                   | 700,4 tys.         |
| 1987                   | 703,7 tys.         |
| 1988                   | 703,7 tys.         |
| 1989 (31 grudnia)      | 708,3 tys.         |
| 1990 (30 czerwca)      | 709,5 tys.         |
| 1990 (31 grudnia)      | 710,8 tys.         |
| 1991 (31 grudnia)      | 713,5 tys.         |
| 1992 (31 grudnia)      | 718 tys.           |
| 1993 (30 czerwca)      | 718,7 tys.         |
| 1994 (31 grudnia)      | 721,5 tys.         |
| 1995 (30 czerwca)      | 721,5 tys.         |
| 1995 (31 grudnia)      | 722 tys.           |
| 1997 (31 grudnia)      | 723,5 tys.         |